# Jean-Paul Bathany
Jean-Paul Bathany, né le 11 juillet 1958 à Argol (Finistère), est un acteur et scénariste français. Il est le frère de l'écrivain Claude Bathany auteur de Country Blues et de Last Exit to Brest.

## Biographie
Pour Canal+, il est auteur sur la série H, cocréateur et auteur avec Bruno Nicolini, Alexandre Pesle, Frédéric Proust et Éric Lavaine de la série Le 17 et créateur, avec Bruno Nicolini, Alexandre Pesle et Frédéric Proust de la série La Famille Guérin.
Jean-Paul Bathany a participé à l'écriture, sur la première saison, de la série Caméra Café (M6) et à la série Faut-il ? d'Éric Lavaine (Canal Plus). Il est auteur de la série les Guignols de l'info (Canal Plus) de 1993 à 1999 et de la série Demain le Monde (Canal Plus).
En 2006, de nouveau avec Frédéric Proust, il collabore à l'écriture du film de Pierre-François Martin-Laval, Essaye-moi.
En 2007, il adapte Monsieur Jean au cinéma pour Ce soir je dors chez toi réalisé par Olivier Baroux.
En 2008, il écrit pour le film d'Olivier Baroux, Safari, pour le film de Pierre-François Martin-Laval : King Guillaume, pour le  film L'Italien d'Olivier Baroux et pour le téléfilm Le pot de colle de Julien Séri pour M6.
En 2010, il écrit pour le film Le Marquis de Dominique Farrugia et pour le film Hôtel Normandy de Charles Némes.
En 2015, il écrit le scénario de Chic, film de Jérôme Cornuau
Sa pièce Eurêka a été jouée au Théâtre des Variétés à Paris en 2016 et 2017.
Sa pièce Le crime était parfait ou presque a été jouée au Théâtre de la Boussole à Paris en 2016 et 2017

## Filmographie

### Acteur
- 1981 : Blanc, bleu, rouge de Yannick Andréi (téléfilm)
- 2005 : Les Princesses de la piste de Marie Hélia (court métrage)
- 2006 : Poltergay d'Éric Lavaine
- 2007 : Microclimat de Marie Hélia
- 2009 : Un soir au club de Jean Achache
- 2010 : L'homme qui voulait vivre sa vie d'Éric Lartigau
- ? : La fiancée d'Olivier Bourbeillon (court métrage)
- ? : Le Chant de la baleine de Catherine Bernstein (court métrage)
- ? : La Femme serpent de Marie Hélia.(court métrage)
- ? : Reproduction de Sylvia Guillet (court métrage)
- ? : La ville lumière de Pascal Tessaud
- ? : Brooklyn de Pascal Tessaud

### Scénariste
- 2022 : Jumeaux mais pas trop d'Olivier Ducray et Wilfried Méance
- 2024 : Et plus si affinités d'Olivier Ducray et Wilfried Méance